# Richard Widmark
Richard Widmark, né le 26 décembre 1914 à Sunrise (en) (Minnesota) et mort le 24 mars 2008 à Roxbury (Connecticut), est un acteur et producteur de cinéma américain.

## Biographie

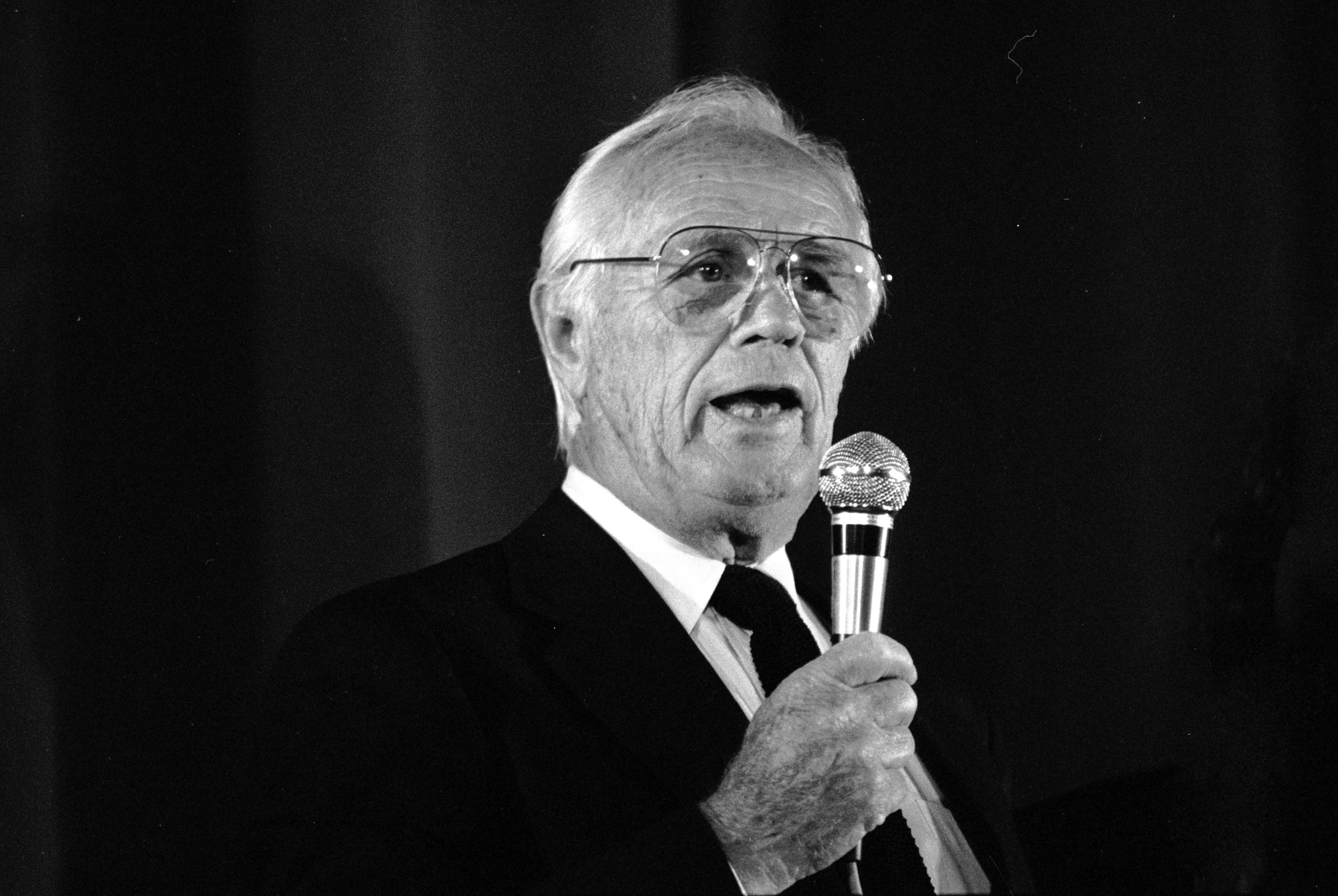
Richard Widmark à Deauville en 1991.

### Enfance et formation
Richard Widmark est né à Sunrise dans le Minnesota, a grandi à Princeton, et vécut également quelque temps à Henry (Illinois). Son père est Carl Henry Widmark (1892-1968), fils d'immigrés suédois, sa mère Mae Ethel Barr Nelson (1897-1956).
Il est élève au Lake Forest College, où il étudie le métier d'acteur avant d'y enseigner une fois diplômé.

### Carrière
Richard Widmark débute à la radio en 1937 dans Les Misérables sur MBS avec Orson Welles. Licencié en sciences politiques, au début des années 1940, il tente sa chance à Broadway où il joue Kiss and Tell de F. Hugh Herbert. Il joue en 1946 à Chicago Dream girl lorsqu'il signe un contrat avec 20th Century Fox. Au cinéma, le grand public le découvre en 1947 dans le film Le Carrefour de la mort de Henry Hathaway. Il y tenait le rôle d'un gangster psychopathe pour lequel il a été nommé à l'Oscar du meilleur acteur dans un second rôle. La scène où il pousse une infirme du haut d'un escalier dans un grand éclat de rire reste gravée dans les mémoires. 
Il joue de nouveau un malfrat, cette fois ambitieux et mégalomane, dans Les Forbans de la nuit (1950) de Jules Dassin et un pickpocket dans Le Port de la drogue (1952) de Samuel Fuller, deux chefs-d'œuvre du film noir. Il échappe toutefois au registre du personnage criminel dans certains de ses films. Il joue ainsi un policier intègre et consciencieux dans Panique dans la rue (1950) d'Elia Kazan. Dans Alamo (1960), il incarne une légende de l'Ouest, Jim Bowie, venu défendre la future république du Texas. Dans Les Cheyennes (1964) de John Ford, il est un officier de cavalerie qui prend conscience de l'injustice faite au peuple indien. Il joue en 1968 Dan Madigan, un sergent de la police new-yorkaise qui, avec son binôme, doit retrouver un tueur qui leur a échappé, dans Police sur la ville. Un personnage qu'il rejoue pour la télévision, en 1972, dans six épisodes de 90 minutes d'une série policière homonyme mais possédant seulement un lien lointain avec le film, Madigan. 
Après cette incursion à la télévision, Widmark retourne au cinéma, mais y tient de plus en plus souvent des rôles de second plan, comme dans Le Crime de l'Orient-Express de Sidney Lumet ou Morts suspectes de Michael Crichton.
En 1995, la cinémathèque française lui rend hommage, en sa présence, en programmant 27 de ses films.

### Vie privée
Richard Widmark est marié de 1942 à 1997 avec la scénariste de cinéma Jean Hazlewood (en). Une fille, Ann Heath Widmark, naît de cette union. Après la mort de sa première épouse, il se remarie en 1999 avec Susan Blanchard (en), née le 8 mars 1928, qui a été la troisième épouse de Henry Fonda.
Il meurt le 24 mars 2008, à son domicile de Roxbury (Connecticut). Il est inhumé avec sa première épouse dans le Grand Oak Cemetery de Roxbury.

## Radio
- 1938 : Joyce Jordan, Girl Interne série dramatique CBS
- 1938 : Aunt Jenny's Real Life Stories CBS
- 1939 : Mr District Attorney série dramatique NBC
- 1939 : Meet the Dixons série dramatique CBS
- 1940 : Life can Be Beautiful série dramatique NBC
- 1940 à 1954 : Suspense série dramatique CBS douze épisodes
- 1941 : Front Page Farrell série dramatique MBS
- 1941 : Home of the Brave série dramatique CBS
- 1942 : Green Valley série dramatique CBS
- 1942 : Mr. and Mrs North série d'aventures NBC
- 1943 : The Thin Man série policière NBC
- 1943 : The Molle Mystery Theatre série policière NBC
- 1944 : Ethel and Albert comédie ABC
- 1944 : True Confessions série dramatique NBC
- 1945 à 1947 : Inner sanctum mystery série à suspense, dix épisodes
- 1948 : Lux Radio Theatre CBS
- 1949 : Cavalcade of America CBS  trois épisodes

## Théâtre
- 1943 : Kiss and Tell de F.H. Herbert, mise en scène George Abbott, Biltmore theatre[7]
- 1943 : Get Away Old Man de William Saroyan, mise en scène George Abbott, Cort Theatre, avec Ed Begley[8]
- 1944 : Trio de Dorothy et Howard Baker, mise en scène Bretaigne Windust, Belasco Theatre
- 1945 : Kiss Them for Me  de Luther Davis, mise en scène Herman Shumlin, Fulton Theatre, avec Judy Holliday
- 1946 : Dunnigan's Daughter de S.N. Behrman, mise en scène d'Elia Kazan, Golden Theatre[9]

## Filmographie

### Comme acteur

#### Années 1940
- 1947 : Le Carrefour de la mort (Kiss of Death) de Henry Hathaway : Tommy Udo
- 1948 : La Ville abandonnée (Yellow Sky) de William Wellman : Dude
- 1948 : La Femme aux cigarettes (Road House) de Jean Negulesco : Jefferson T. « Jefty » Robbins
- 1948 : La Dernière Rafale (The Street With No Name) de William Keighley : Alec Stiles
- 1949 : Les Marins de l'Orgueilleux (Down to the Sea in Ships) de Henry Hathaway : le second Dan Lunceford
- 1949 : La Furie des tropiques (Slattery's Hurricane) d'André de Toth : le lieutenant Willard Francis Slattery

#### Années 1950
- 1950 : La porte s'ouvre (No Way Out) de Joseph L. Mankiewicz : Ray Biddle
- 1950 : Panique dans la rue (Panic in the Streets) d'Elia Kazan : le capitaine de corvette Clinton « Clint » Reed
- 1950 : Les Forbans de la nuit (Night and the City) de Jules Dassin : Harry Fabian
- 1951 : Okinawa (Halls of Montezuma) de Lewis Milestone : le lieutenant Carl A. Anderson
- 1951 : Les Hommes-grenouilles (The Frogmen) de Lloyd Bacon : le capitaine de corvette John Lawrence
- 1952 : Duel dans la forêt (Red Skies of Montana) de Joseph M. Newman : Cliff Mason
- 1952 : My Pal Gus de Robert Parrish : Dave Jennings
- 1952 : La Sarabande des pantins (O. Henry's Full House), dans le sketch L'Appel du clairon réalisé par Henry Hathaway : Johnny Kernan
- 1952 : Troublez-moi ce soir (Don't Bother to Knock) de Roy Ward Baker : Jed Towers
- 1952 : Le Port de la drogue (Pickup on South Street) de Samuel Fuller : Skip McCoy
- 1953 : Sergent la Terreur (Take the High Ground) de Richard Brooks : le sergent Thorne Ryan
- 1953 : Destination Gobi de Robert Wise : Sam McHale
- 1954 : Le Jardin du diable (Garden of Evil) de Henry Hathaway : Fiske
- 1954 : La Lance brisée (The Broken Lance) d'Edward Dmytryk : Ben Devereaux
- 1954 : Le Démon des eaux troubles (Hell and High Water) de Samuel Fuller : le capitaine Adam Jones
- 1955 : La Toile d'araignée (The Cobweb) de Vincente Minnelli : le docteur Stewart McIver
- 1955 : Hold-up en plein ciel (A Prize of Gold) de Mark Robson : le sergent Joe Lawrence
- 1956 : La Course au soleil (Run for the Sun) de Roy Boulting : Mike Latimer
- 1956 : Coup de fouet en retour (Backlash) de John Sturges : Jim Slater
- 1956 : La Dernière Caravane (The Last Wagon) de Delmer Daves : Todd
- 1957 : La Chute des héros (Time Limit) de Karl Malden : le colonel William Edwards
- 1957 : Sainte Jeanne (Saint Joan) d'Otto Preminger : le Dauphin Charles VII
- 1958 : Le Père malgré lui (The Tunnel of Love) de Gene Kelly : August Poole
- 1958 : Le Trésor du pendu (The Law and Jack Wade) de John Sturges : Clint Hollister
- 1959 : Dans la souricière (The Trap) de Norman Panama : Ralph Anderson
- 1959 : L'Homme aux colts d'or (Warlock) d'Edward Dmytryk : Johnny Gannon

#### Années 1960
- 1960 : Alamo (The Alamo) de John Wayne : le colonel James Bowie
- 1961 : Le Dernier Passage (The Secret Ways) de Phil Karlson : Michael Reynolds
- 1961 : Les Deux Cavaliers (Two Rode Together) de John Ford : le lieutenant Jim Gary
- 1961 : Jugement à Nuremberg (Judgement at Nuremberg) de Stanley Kramer : le colonel Ted Lawson
- 1962 : La Conquête de l'Ouest (How the West Was Won) de John Ford : Mike King
- 1963 : Les Trois Soldats de l'aventure (Flight from Ashiya) de Michael Anderson : le lieutenant colonel Glenn Stevenson
- 1963 : Les Drakkars (The Long Ships) de Jack Cardiff : Rolfe
- 1964 : Les Cheyennes (Cheyenne Autumn) de John Ford : le capitaine Thomas Archer
- 1965 : Aux postes de combat (The Bedford Incident) de James B. Harris : le capitaine Finlander
- 1966 : Alvarez Kelly d'Edward Dmytryk : le colonel Tom Rossiter
- 1967 : La Route de l'ouest (The Way West) d'Andrew V. McLaglen : Lije Evans
- 1968 : Police sur la ville (Madigan) de Don Siegel : l'inspecteur Daniel Madigan
- 1969 : Sacré Far West (A Talent for Loving) de Richard Quine : major Patten
- 1969 : Une poignée de plombs (Death of a Gunfighter), de Don Siegel et Robert Totten : le shérif Frank Patch

#### Années 1970
- 1970 : La Guerre des bootleggers (The Moonshine War) de Richard Quine : le docteur Emmett Taulbee
- 1972 : Quand meurent les légendes (en) (When the Legends Die) de Stuart Millar : Red Dillon
- 1972/1973 : Madigan : le sergent Dan Madigan
- 1974 : Le Crime de l'Orient-Express (Murder on the Orient Express) de Sidney Lumet : Samuel Ratchett
- 1976 : Le Sursis (The Sell-out) de Peter Collinson : Sam Lucas
- 1976 : Une fille pour le diable (To the Devil a Daughter) de Peter Sykes : John Verney
- 1977 : L'Ultimatum des trois mercenaires (Twilight's Last Gleaming) de Robert Aldrich : le général Martin MacKenzie
- 1977 : La Théorie des dominos (The Domino Principle) de Stanley Kramer : Tagge
- 1977 : Le Toboggan de la mort (Rollercoaster) de James Goldstone : l'agent du FBI Hoyt
- 1978 : Morts suspectes (Coma) de Michael Crichton : le docteur George A. Harris
- 1978 : L'Inévitable Catastrophe (The Swarm) d'Irwin Allen : le général Thalius Slater
- 1979 : Le Secret de la banquise (Bear Island) de Don Sharp : Otto Geran
- 1979 :  Mister Horn de Jack Starett  (téléfilm en deux parties) : Al Sieber

#### Années 1980
- 1981 : National Lampoon's Movie Madness (en) de Bob Giraldi : Stan Nagurski
- 1982 : Commando (Who Dares Wins) de Ian Sharp : Arthur Currie
- 1982 : La Folie aux trousses (Hanky Panky) de Sidney Poitier : Ransom
- 1984 : Contre toute attente (Against All Odds), de Taylor Hackford : Ben Caxton
- 1985 : Blackout (en) de Douglas Hickox : Joe Steiner
- 1987 : Colère en Louisiane (A Gathering of Old Men) de Volker Schlöndorff (téléfilm) : le shérif Mapes
- 1988 : Le Dernier Western (Once Upon a Texas Train) de Burt Kennedy (téléfilm) : capitaine Owen Hayes
- 1989 :  Cold Sassy Tree de Joan Tewkesbury (téléfilm) : Enoch Rucker Blakeslee

#### Années 1990
- 1991 : Le Jeu du pouvoir (True Colors) de Herbert Ross : le sénateur James Stiles.

### Comme producteur
- 1957 : La Chute des héros (Time Limit), de Karl Malden
- 1961 : Le Dernier Passage (The Secret Ways), de Phil Karlson
- 1965 : Aux postes de combat (The Bedford incident), de James B. Harris

## Voix françaises
| - Jean Daurand (*1913 - 1989) dans : - Le Carrefour de la mort - La Ville abandonnée - Okinawa - Les Hommes-grenouilles - Panique dans la rue - Les Forbans de la nuit - La Sarabande des pantins - Le Port de la drogue - Le Jardin du diable - La Lance brisée - Roger Rudel (*1921 - 2008) dans : - Les Deux Cavaliers - Police sur la ville - Une poignée de plombs - La Dernière Enquête (téléfilm) - Madigan (série télévisée) - La Théorie des dominos - Le Secret de la banquise - Contre toute attente - Marc Cassot (*1923 - 2016) dans : - Coup de fouet en retour - La Dernière Caravane - Une fille pour le diable - Le Toboggan de la mort - Blackout (en) - Colère en Louisiane (Tv) - La destinée de Mademoiselle Simpson (Tv) | - Raymond Loyer (*1916 - 2004) dans : - Jugement à Nuremberg - Les Trois Soldats de l'aventure - Les Cheyennes - Alvarez Kelly - La Route de l'Ouest - Le Dernier Western Tv - Jean Claudio (*1927 - 1992) dans : - Le Trésor du pendu - Dans la souricière - Alamo - Jacques Deschamps (*1931 - 2001) dans : - L'Homme aux colts d'or - Le bus de la mort (téléfilm) - Jacques Thébault (*1924 - 2015) dans - Mister Horn - Commando et aussi - Yves Brainville (*1914 - 1993) dans La Conquête de l'Ouest - Pierre Vaneck (*1931 - 2010) dans Les Drakkars - Michel Gatineau (*1926 - 1989) dans Aux postes de combat - Gabriel Cattand (*1923 - 1997) dans La Guerre des bootleggers - Al Brave dans Le Crime de l'Orient-Express - Jacques Dacqmine (*1923 - 2010) dans L'Inévitable Catastrophe - François Chaumette (*1923 - 1996) dans Morts suspectes - Francis Lax (*1930 - 2013) dans L'Ultimatum des trois mercenaires - Roland Ménard (*1923 - 2016) dans True Colors |